# Johan Bruens
Johan Henri Bruens, auch Jan Henri Bruens (* 10. April 1923 in Arnhem; † 21. Oktober 2005 in Tiel) war ein niederländischer Neurologe und Psychiater sowie Epileptologe.

## Leben
Nach dem Medizinstudium in Utrecht absolvierte Bruens seine Facharztweiterbildung in Neurologie und Psychiatrie mit Zusatzqualifikation in Elektroenzephalographie. 1963 habilitierte er sich über die Psychopathologie und Nosologie psychotischer Zustände bei Epilepsie.
Bruens wechselt vorübergehend nach Heemstede an das dortige Epilepsie-Zentrum, später nach Breda mit Umwandlung eines Tuberkulose-Sanatoriums in die von ihm so benannte „Dr.-Hans-Berger-Klinik“ als ein weiteres Epilepsiezentrum mit dem Zentrum „Providentia“ in Kempenhaeghe für Langzeitpatienten bzw. -bewohner.

## Werk
Bruens war u. a. 1971 als Präsident der Federatie voor Epilepsiebestrijding, des damaligen Niederländischen Landesverbandes sowohl der Internationalen Liga gegen Epilepsie (englisch International League Against Epilepsy, ILAE) als auch des Internationalen Büros für Epilepsie (IBE). Er war Organisator des 4. Europäischen IBE-Epilepsie-Symposiums in Amsterdam 1971.
Wissenschaftlicher Schwerpunkt waren psychiatrische Störungen bei Epilepsie, die schon Thema seiner Promotion gewesen waren.
Neben Artikeln in Fachzeitschriften und Buchbeiträgen war Bruens auch Autor eines Buches zum Thema Epilepsie und Psychiatrie:
- Johan Henri Bruens: Epilepsie en Psychiatrie (= De Nederlandse Bibliotheek der Geneeskunde. Band 20). Stafleus Wetenschappelijke Uitgeversmaatschappij, Leiden 1967, OCLC 14496571 (niederländisch).

## Auszeichnungen
- 1971 als Ambassador for Epilepsy durch die ILAE und das IBE
- 1977 als Korrespondierendes Mitglied der Deutschen Sektion der Internationalen Liga gegen Epilepsie (seit 2004: Deutsche Gesellschaft für Epileptologie)